# 學術倫理
学术倫理（英語：Academic integrity）是学术界的道德准则或道德政策。这个名词被由已故的唐·麦凯布（Don McCabe）（美国）提出和推廣，他被认为是“学术倫理之父”。 其他杰出的学术倫理学者和拥护者包括Tracey Bretag（澳大利亚）、Cath Ellis（澳大利亚）、Sarah Elaine Eaton（加拿大） ，托马斯·兰开斯特（英国）以及托马斯·福尔特内克（捷克）  和翠西亚·贝特拉姆·加兰特（美国）  。学术倫理通过避免作弊、抄袭和合同作弊以及维持学术水平等方式来維護教育价值观、並確立研究和学术出版的嚴謹倫理。 

## 历史沿革
在18世纪后期，学术倫理与美國荣誉守则紧密相关。这主要由当时的学生和周围的文化进行监控。荣誉守则侧重于责任、榮獲、權力和尊嚴。因此，学术倫理与个人的正直地位和地位有关。为维护自己的声誉而进行的任何作弊行為都視為学术腐敗。
直到19世纪末，大学的理念发生了改變，学术倫理的概念才发生了变化。这个时代的学者被要求进行原创研究。尽管学术不诚实行为被认为是愚蠢的行为，但获得終身教授和出版的压力给他们的工作增加了额外的压力。然而，学术倫理的荣誉守则概念正在演变为更现代的概念。学术倫理现在开始以個人榮譽取代以大学为单位。这种演变对于促进整个学术机构的团结并鼓励学生相互为不诚实行为负责是很重要，亦能使学生彼此自我监督。
隨著教師對原始研究的重視程度的提高，對研究完整性的質疑也隨之增加。與其職業地位相關的壓力如此之大，教授受到了周圍社會的嚴格審查。這不可避免地導致了將學生和教師的學術倫理理念分開。 到1970年，美国大多数大学都为其学生和教职员工建立了荣誉守则，然而这一概念尚未在世界其他地方流行。（例如，参见Yakovchuk等人 ）。
信息技术的進步讓学术倫理带来了挑战，特別容易造成在互聯網上抄袭文章，並且使用互联网上质量較差的文獻作為來源。而科技的進步还增加了合作的机会，但亦引发了作者身份的适当归属问题。 

## 大学的影響
学术倫理代表着要避免窃取和作弊以及其他不当行为。多数教育机构都实行学术诚信、使命宣言等政策，   這些程序和荣誉守则中都提到了有關学术倫理。而倫理課中亦有讲授有關诚信的問題，不少课程大纲中也有相關的提及。许多大学在其网站上都有专门介绍学术倫理的部分，这些項目都為術語提供了定义。
荣誉守則可以帮助學生提高學術倫理，并向真正作者致敬。它可以帮助教师和学生建立荣誉保证，使他们能够对那些犯有学术不诚实行为的人严加惩处。荣誉承诺應在分配作业之前创建，並且需要进行阅读和签名，由此可以表明学生同意不违反任何规则。 
不少大学已通过建立学生荣誉委员会 ，并使学生意识到学术腐敗的嚴重性，由此发挥了更加积极的作用，从而朝着一种鼓勵性的方法提升学术倫理。
学术倫理也可作為保證校园活动并为当地社区做出贡献。 
马里兰大学司法计划和学生道德发展总监加里·帕维尔（Gary Pavela）表示：“促进学生道德发展需要确认共同的价值观。越来越多的大学开始将注意力集中在学术事业的核心价值上：承諾追求真理的诚实。”
为提升印度高等教育系统中的学术倫理，2018年7月23日，大学教育资助委员会（印度）颁布了《 2018年UGC（在高等教育机构中促进学术诚信和防止抄袭）条例》，並出版了一些道德和负责任的研究。  :1条例隨後提出了一些消除抄襲范围的制度机制。
除《评估指南》外，香港中文大学计算机科学与工程系还发明了名为VeriGuide的內容抄襲檢測软件系统。该系统旨在维护各种学术机构（例如大学，社区学院）的学术诚实度。该系统通过其网站为学生和教育工作者提供了一个管理和提交学术作品（即学生作业）的平台。该系统还具有分析学术作品的可读性的功能，并用作作业收集系统和数据库。
尽管取得了这些进步，但学术上的不诚实仍然困扰着大学。在1990年代，学术不诚实率与1960年代一样糟糕，在某些情况下甚至更糟。  :1对这种道德危机的认识促使许多大学将更多的精力放在促进学术诚信的共同价值观上。
相反，不少人對於以上的機制亦有不少意見：“教学和学习的關係容易被打断，因为教师为了控制抄襲和保护智慧资本的观念而被迫与学生互动。雖然師生間本來應有互動，但教師的身份更像侦探，而不是教师、顾问。人们批评把重点放在控制学生的抄襲問題上，认为这是不必要的法律主义，其规则比知识产权法的规定更为严格（Marsh，2004年）。  :5同樣，從過往的社會觀點問題中獲得的經驗先前也沒有“固有的善良，普遍性以及獨立性，獨創性和作者身份的絕對性的假設”（Valentine，2006年）。作者撰寫了有關社會維度的著作 （2001年）亦沒有建議消除個人作者權的概念，也沒有建議無條件地接受複製和合作，而是從社會角度強調了必須同時考慮和解構“個人作者”的觀念的重要性。  :59

## 參看
- 倫理學
- 著作權
- Turnitin：內容抄襲檢測服務公司